# Campeonato Sudamericano Sub-20 de 1958
El Campeonato Sudamericano Sub-20 de 1958, se llevó a cabo entre el 13 de marzo y el 2 de abril en Chile, en las ciudades de Santiago y Valparaíso.

## Equipos participantes
Participaron en el torneo 6 equipos representativos de las asociaciones nacionales afiliadas a la Confederación Sudamericana de Fútbol:
| Equipos participantes | Equipos participantes | Equipos participantes |
| --------------------- | --------------------- | --------------------- |
| Argentina             | Brasil                | Chile                 |
| Perú                  | Uruguay               | Venezuela             |

## Fechas y resultados

### Fase de grupos
| Selección | Pts. | PJ | PG | PE | PP | GF | GC | Dif. |
| --------- | ---- | -- | -- | -- | -- | -- | -- | ---- |
| Uruguay   | 7    | 5  | 2  | 3  | 0  | 13 | 9  | +4   |
| Argentina | 6    | 5  | 2  | 2  | 1  | 16 | 10 | +6   |
| Brasil    | 6    | 5  | 2  | 2  | 1  | 10 | 6  | +4   |
| Perú      | 6    | 5  | 2  | 2  | 1  | 13 | 13 | 0    |
| Chile     | 3    | 5  | 1  | 1  | 3  | 10 | 13 | -3   |
| Venezuela | 2    | 5  | 0  | 2  | 3  | 6  | 17 | -11  |

| 13 de marzo de 1958 | Chile                                                   | 4:2 | Venezuela                          | Estadio Nacional, Santiago |  |
|                     | Sulantay 9' · Marchant 36' · Venegas 61' · Iturarte 84' |     | Jorge Casado 53' · José Rivero 77' |                            |  |

| 15 de marzo de 1958 | Argentina                                                                             | 6:1 | Venezuela           | Estadio Nacional, Santiago |  |
|                     | Raúl Pérez 20' · Roberto Saporiti 26' 81' · Ermindo Onega 38' 62' · Osmar Stelman 77' |     | Antonio Samblás 70' |                            |  |

| 15 de marzo de 1958 | Uruguay | 4:2 | Perú                          | Estadio Nacional, Santiago |  |
|                     |         |     | Alipio Escate Alberto Ramírez |                            |  |

| 18 de marzo de 1958 | Argentina | 5:5 | Perú                                                                                    | Estadio Nacional, Santiago |  |
|                     |           |     | Víctor Zegarra · Alipio Escate 25 · Alberto Ramírez · Jesús Escate · Rafael Custodio 57 |                            |  |

| 18 de marzo de 1958 | Uruguay                          | 2:2 | Brasil | Estadio Nacional, Santiago |  |
|                     | Mario Mederos · Roberto González |     |        |                            |  |

| 20 de marzo de 1958 | Argentina                           | 2:2 | Uruguay                       | Estadio Nacional, Santiago |  |
|                     | Norberto Raffo · Francisco Salvatti |     | Juan Dimitrio · Mario Mederos |                            |  |

| 20 de marzo de 1958 | Perú                                             | 3:2 | Chile | Estadio Nacional, Santiago |  |
|                     | Víctor Zegarra 8 · Jesús Escate 10 · Figueroa 81 |     |       |                            |  |

| 23 de marzo de 1958 | Brasil                                 | 4:0 | Venezuela | Estadio Nacional, Santiago |  |
|                     | Días 2' · Da Silva 28' 59' · Viena 76' |     |           |                            |  |

| 23 de marzo de 1958 | Argentina                                  | 3:1 | Chile | Estadio Nacional, Santiago |  |
|                     | Roberto Saporiti · Osmar Stelman · Maidana |     |       |                            |  |

| 26 de marzo de 1958 | Perú                     | 2:1 | Brasil | Estadio Nacional, Santiago |  |
|                     | Nicolás Nieri · Custodio |     | Manoel |                            |  |

| 26 de marzo de 1958 | Chile | 1:3 | Uruguay | Estadio Nacional, Santiago |  |

| 30 de marzo de 1958 | Perú             | 1:1 | Venezuela       | Estadio Nacional, Santiago |  |
| | Jesús Escate 51' |     | Luis Serrat 26' |                            |  |
| Debido a la semejanza entre los uniformes de Perú y Venezuela, esta última selección usó la camiseta de Universidad de Chile, de color azul, facilitada por los dirigentes de ese club. |                  |     |                 |                            |  |

| 30 de marzo de 1958 | Argentina | 0:1 | Brasil | Estadio Nacional, Santiago |  |
|                     |           |     | Djalma |                            |  |

| 2 de abril de 1958 | Uruguay                                          | 2:2 | Venezuela                          | Estadio Nacional, Santiago |  |
| | Héctor Salvá 12' · Carlos Fernández Carranza 53' |     | Jorge Casado 44' · Luis Serrat 87' |                            |  |
| Una agresión del zaguero Quimpos contra el delantero Serrat de Venezuela (por la espalda), fue el origen de un incidente que tuvo caracteres de gran escándalo. El árbitro suspendió el juego por falta de garantías al minuto 87, luego del gol del empate. |                                                  |     |                                    |                            |  |

| 2 de abril de 1958 | Brasil | 2:2 | Chile | Estadio Nacional, Santiago |  |

| Uruguay         |
| Campeón Uruguay |
| 2do título      |